# 홍이섭
홍이섭(洪以燮, 1914년 12월 6일~1974년 3월 4일)은 대한민국의 역사가이다. 주 연구분야는 정약용의 실학사상과 한국과학사이다.

## 학력
- 1933년: 배재고등보통학교
- 1938년: 연희전문학교 문과

## 경력
- 서울특별시 문화위원회 학술부위원
- 해군본부 전사편찬실편수관
- 역사학회회장
- 고시위원회 보통고시위원
- 문교부 국사편찬위원회위원
- 국제연합교육과학문화기구(UNESCO) 한국위원회위원
- 국민사상연구원 전문위원회위원
- 사법고등고시위원·민족문화추진위원회 이사
- 대한기독교청년회연맹(YMCA) 이사
- 민족문화협의회위원
- 문화공보부 문화재보존위원회위원·원호처 독립운동사편찬위원회위원
- 재단법인 외솔회 회장
- 세종대왕기념사업회 상임이사

## 저작
- 『조선과학사(朝鮮科學史)』
- 『세계사와 대조한 조선사 도해표』
- 『한국해양사(韓國海洋史)』(공저)
- 『정약용의 정치경제사상연구』
- 『한국사의 방법』·『The History of Korea』(공저)
- 『세종대왕 전기』
- 『Korea's Self―Identity』
- 『한국근대사』·『한국정신사서설』